# 環境と調和のとれた食料システムの確立のための環境負荷低減事業活動の促進等に関する法律
環境と調和のとれた食料システムの確立のための環境負荷低減事業活動の促進等に関する法律（かんきょうとちょうわのとれたしょくりょうシステムのかくりつのためのかんきょうふかていげんじぎょうかつどうのそくしんとうにかんするほうりつ）は、農林漁業に由来する環境への負荷の低減に関する日本の法律である。
2022年4月22日に成立し、5月2日に公布され、7月1日に施行された。

## 概要

### 目的
環境と調和のとれた食料システムの確立に関する基本理念等を定めるとともに、農林漁業に由来する環境への負荷の低減を図るために行う事業活動を促進するための措置及びその基盤を確立するための措置を講ずることにより、環境と調和のとれた食料システムの確立を図り、もって農林漁業及び食品産業の持続的な発展並びに国民に対する食料の安定供給の確保に資するとともに、環境への負荷の少ない健全な経済の発展を図りながら持続的に発展することができる社会の構築に寄与すること。

### 定義
「食料システム」とは、農林水産物等（農林水産物及び食品（全ての飲食物のうち医薬品、医療機器等の品質、有効性及び安全性の確保等に関する法律第二条第一項に規定する医薬品、同条第二項に規定する医薬部外品及び同条第九項に規定する再生医療等製品以外のものをいう。）をいう。）の生産から消費に至る各段階の関係者が有機的に連携することにより、全体として機能を発揮する一連の活動の総体をいう。
「環境と調和のとれた食料システム」とは、農林水産物等の生産等（生産、製造、加工及び流通（輸送、保管、販売その他の取扱いの過程をいう。）をいう。）の過程において環境への負荷の低減が図られ、かつ、当該農林水産物等の流通及び消費が広く行われる食料システムをいう。